# Аче
Аче (Гуаякі, Гуаякуі, Гуоягуі, Гіаякі, що означає люті пацюки; а Аче або Аксе іхньою мовою людина) — народ аборигенів, який мешкав в субтропічних лісах Західного Парагваю до 70-х років XX століття, коли їх депортували до резервації. Вони були об'єктами антропологічних досліджень П'єра Кластре.

## Назва
Аче також відомі як люди сокири. У минулому сусіди, що говорять на гуарані, і ранні антропологи називали їх Гуаякі, Гуаякі, Гуаякі-Аче та Гоягуі, однак тепер ці терміни вважаються принизливими.
Найдавніші опубліковані звіти (Lozano 1873-74 короткий опис єзуїтів у XVII столітті) про Аче називають їх «Guajagui», термін, заснований на корені гуарані «Guaja» (= вороже плем'я, або брат-свекор) і «gui» загальний суфікс Aché (що означає «сутність» або «має властивість»).

## Географія та поділ
Аче нині переважно мешкають в семи поселеннях: Чупа Поу, Арройо Бандера, Куетуві, Куетівуве, Черро Мороті, Пуерто Барра і Йпетімі. Куетувіве було створено в 2000-му році організацією аче La Liga Nativa por la Autonomía, Justicia y Ética (національна ліга за автономію, справедливість і етику).
Аче були поділені на наступні підгрупи в середині XX століття: південні аче, аче Ва, аче гату, і Йбітірусу.

## Історія
Аче традиційно мешкали як народ мисливців та збирачів. Їхнє життя залежало від полювання і збирання фруктів, меду та коренів. Через полювання на них самих, аче були жорстокими до дітей, хворих та старих людей, тобто до всіх, хто міг стати тягарем. У XX столітті за диктаторського режиму Стресснера зазнали фактично масового винищення і витіснення із займаними ними раніше земель. У 70-х роках XX століття проведено масову депортацію в резервації, проте в 2000 році їм було дозволено повернення на рідні території. Сучасна чисельність аче — понад 1500 осіб. Є ряд антропологічних досліджень аче.